# Акын, Серхат
Ниязи Серхат Акын (нем. и тур. Niyazi Serhat Akın; род. 5 июня 1981, Бреттен, ФРГ) — турецкий и немецкий футболист. Играл на позиции полузащитника в турецких и немецких клубах. Экс-игрок молодёжной и основной сборной Турции.

## Клубная карьера

### «Фенербахче»
Тайфун играл за «Фенербахче» в 2000-2005 годах и сыграл 179 матчей (125 в Супер-Лиге), после чего, он отправился в «Андерлехт» как свободный агент летом 2005 года.

### «Андерлехт» и «Кёльн»
В 2005 году Акин присоединился к бельгийскому «Андерлехт». Он продолжил завоёвывать победы, выиграв в 2005/06 Лигу Жюпиле. Акын играл под номером 24, и играл в паре с Мбо Мпензой.

## Международная карьера
Дебют за национальную сборную Турции состоялся 21 августа 2002 года в товарищеском матче против сборной Грузии (3:0). Всего за сборную Акын провёл 16 матчей и забил 3 гола.

### Голы за сборную
| # | Дата            | Место                | Соперник    | Счёт | Результат | Турнир                  |
| - | --------------- | -------------------- | ----------- | ---- | --------- | ----------------------- |
| 1 | 7 сентября 2002 | Али Сами Ен, Стамбул | Словакия    | 1-0  | 3-0       | Квалификация на ЧЕ 2004 |
| 2 | 16 октября 2002 | Али Сами Ен, Стамбул | Лихтенштейн | 4-0  | 4-0       | Квалификация на ЧЕ 2004 |
| 3 | 16 октября 2002 | Али Сами Ен, Стамбул | Лихтенштейн | 5-0  | 5-0       | Квалификация на ЧЕ 2004 |